# Tura (Ägypten)
Koordinaten: 29° 56′ 21,4″ N, 31° 17′ 24″ O
Tura (arabisch طرة, DMG Ṭura, altägyptisch An) ist ein in Ägypten am Ostufer des Nils zwischen dem südlichen Stadtrand von Kairo und Helwan gelegener Ort. Der heutige Ort Tura gehört zum Gouvernement al-Qahira.

## Steinbrüche
Der Ort ist im alten Ägypten unter dem Namen An durch die Steinbrüche in den Mokattam-Hügeln bekannt. Diese lieferten im Alten und im Mittleren Reich einen besonders hochwertigen und feinen Kalkstein, der insbesondere zur Verkleidung der Pyramiden und Tempel sowie zur Auskleidung von Mastabas diente. Die Verwendung des Tura-Kalksteins ist – wenn auch in geringerem Maße – bis hin zur Griechisch-römischen Zeit nachgewiesen.
Der Tura-Kalkstein wurde nicht nur im Tagebau, sondern auch unterirdisch abgebaut, im Gegensatz zu den meisten anderen Kalksteinbrüchen der damaligen Zeit. Die Arbeiter brachen hier tiefe Gruben und Tunnel in das Gestein, wobei zur Abstützung Säulen aus Kalkstein stehen gelassen wurden.
Als die Tunnel von Tura 1941 vermessen wurden, fanden Arbeiter Teile von Büchern der frühchristlichen Kirchenväter Origenes und Didymus der Blinde; sie wurden jedoch danach gestohlen und tauchten später über den Schwarzmarkt nur zum Teil wieder auf.

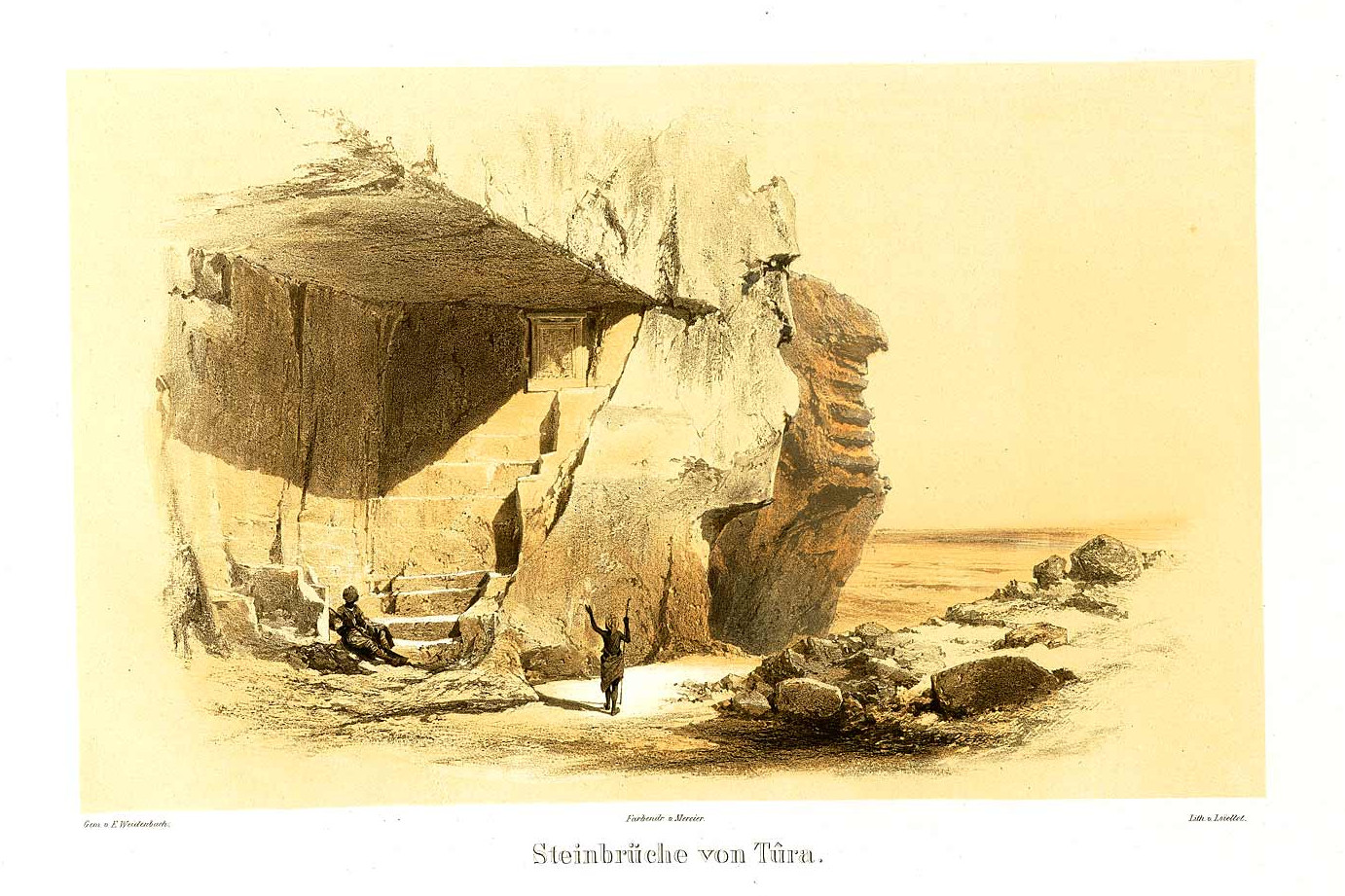
Die Steinbrüche von Tura (Karl Richard Lepsius, Denkmæeler aus Æegypten und Æthiopien, 1842)
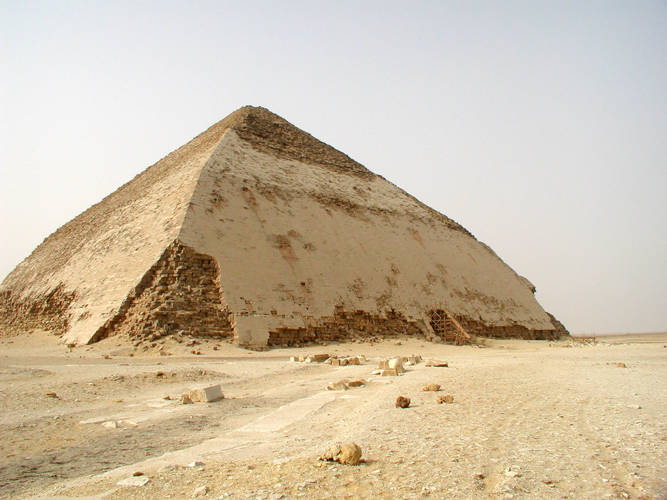
Die Knickpyramide mit in großen Flächen noch erhaltener Verkleidung aus Tura-Kalkstein
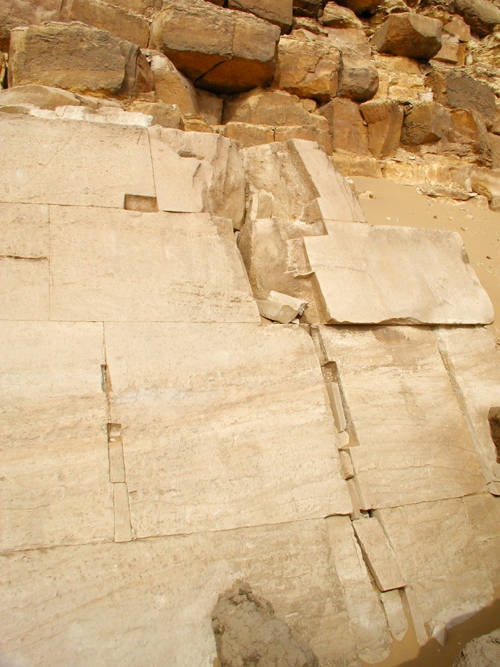
Verkleidungssteine aus Tura-Kalkstein

## Gefängnis
Weitere Bekanntheit erlangte der Ort durch das 1908 erbaute Tura-Gefängnis, in dem unter anderem Persönlichkeiten wie der prominente Muslimbruder Sayyid Qutb und der ehemalige Staatspräsident Hosni Mubarak einsaßen. Im Mai 2020 starb dort der ägyptische Fotograf und Filmregisseur Shady Habash.